# Cyrus Adler
Cyrus Adler (13 septembre 1863 - 7 avril 1940) est un enseignant américain, bibliothécaire, essayiste et un chef religieux juif et un érudit.

## Biographie
Adler est né à Van Buren, Arkansas, est diplômé de l'Université de Pennsylvanie en 1883 et obtient ainsi le premier doctorat américain en langue sémitique de l'Université Johns-Hopkins en 1887,. Il enseigne les langues sémitiques à Johns-Hopkins de 1884 à 1893. Il est employé par la Smithsonian Institution pendant plusieurs années, en se concentrant sur l'archéologie et la langue sémitique, en tant que bibliothécaire de 1892 à 1905. Il est l'un des fondateurs du National Jewish Welfare Board (en) un éditeur de la Jewish Encyclopedia et un membre du comité qui a traduit la version de la Jewish Publication Society de la Bible hébraïque publiée en 1917. À la fin de la Première Guerre mondiale, il participe à la Conférence de paix de Paris en 1919.
Ses nombreux écrits savants comprennent des articles sur la religion comparée, l'assyriologie et la philologie sémitique. Il édite l' American Jewish Year Book de 1899 à 1905 et la Jewish Quarterly Review de 1910 à 1940.
Il est président du Dropsie College for Hebrew and Cognate Learning (en) de 1908 à 1940 et chancelier du Jewish Theological Seminary of America. Il contribue également à la New International Encyclopedia. En outre, il est membre fondateur de l'Oriental Club de Philadelphie. Il participe à la création de diverses organisations juives, notamment la Jewish Publication Society (en), l'American Jewish Historical Society, l'American Jewish Committee et l'United Synagogue of Conservative Judaism (en) . Adler s'implique dans une variété d'organisations en occupant divers postes d'administrateur. Par exemple, il siège au conseil d'administration de l'American Jewish Publication Society et du Gratz College, est vice-président de l'American Anthropological Association et membre du conseil de la Philosophical Society of Washington.
Adler reste célibataire une grande partie de sa vie, épousant Racie Friedenwald de Baltimore en 1905, alors qu'il a 42 ans. Ils ont un enfant, une fille Sarah. De 1911 à 1916, Adler est Parnas (président) de la Congrégation Mikveh Israël de Philadelphie. Il est décédé dans cette ville et ses archives sont conservés par le Katz Center for Advanced Judaic Studies (en) de l'Université de Pennsylvanie et à l'American Jewish Historical Society.

## Œuvres (sélection)
- İstanbul 1898 Kahvehane Hikayeleri, Maya Kitap, 1898, rééd. 2012, 155 p. (ISBN 6055675412, OCLC 949610688),
- The voice of America on Kishineff, The Jewish publication society of America, 1904, 542 p. (lire en ligne),
- The Jewish Encyclopedia: A Descriptive Record of the History, Religion, Literature, and Customs of the Jewish People From the Earliest Times to the Present Day, Cornell University Library, rééd. 2009, 804 p. (ISBN 978-1112115349),
- The American Jewish Year Book, 5665: September 10, 1904, to September 29, 1905, Forgotten Books, rééd. 2017, 536 p. (ISBN 978-1334780851, lire en ligne),
- The American Jewish Year Book 5664: September 22, 1903, to September 9, 1904, Forgotten Books, 2017, 352 p. (ISBN 978-0243141074, lire en ligne),
- American Jewish year book, 5666, Jewish Publication Society of America, 1905, 388 p. (lire en ligne),
- I Have Considered the Days, Jewish Publication Society of America, 1941, 447 p. (lire en ligne),